# Den allvarsamma leken (film, 1977)
Den allvarsamma leken är en svensk dramafilm från 1977 i regi av Anja Breien. I huvudrollerna ses Stefan Ekman och Lil Terselius.

## Om filmen
Filmen premiärvisades den 29 augusti 1977 i Stockholm. Filmen spelades in vid Filmhuset i Stockholm med exteriörer från Stockholm och Ornö av Erling Thurmann-Andersen. Som förlaga har man haft Hjalmar Söderbergs roman Den allvarsamma leken, som gavs ut 1912. En tidigare filmatisering av romanen gjordes i regi av Hjalmar Söderbergs svärson Rune Carlsten 1945, se Den allvarsamma leken.
Under planeringsarbetet var avsikten att den norske regissören Per Blom skulle regissera. Kort före inspelningsstarten lämnade han dock filmen och istället blev den norska regissören Anja Breien tillfrågad att regissera filmen. Filminspelningen påbörjades med Bergljót Árnadóttir i den kvinnliga huvudrollen men av olika orsaker fick Lil Terselius överta rollen och inspelningen börja om.
Filmen fick en Silver Hugo vid filmfestivalen i Chicago 1977. Lil Terselius fick 1977/78 en Guldbagge i kategorin Bästa kvinnliga huvudroll.

## Rollista
- Lil Terselius – Lydia Stille
- Stefan Ekman – Arvid Stjärnblom, journalist
- Palle Granditsky – Anders Stille
- Rolf Skoglund – Filip Stille
- Jan Dolata – Otto Stille
- Hans Alfredson – baron Freutiger
- Björn Gedda – Lovén
- Allan Edwall – Markel, redaktionschef
- Erland Josephson – Doncker, chefredaktör
- Stig Ossian Ericson – Rissler, författare
- Peter Schildt – Kaj Lidner, journalist
- Torgny Anderberg – doktor Markus Roslin, Lydias man, arkeolog
- Katarina Gustafsson – Dagmar Randel, byggmästardotter
- Birgitta Andersson – Hilma Randel
- Ernst Günther – Jacob Randel
- Chatarina Larsson – Märta Brehm
- Per Mattsson – Ture Törne, skådespelare och pjäsförfattare
- Bodil Malmsten –  middagsgäst
- Mats Lindblom –  flanör

## Musik i filmen
- Kvartett, stråkar, nr 8, op. 80, E-dur (Streichquartette E-dur nr 8 opus 80), kompositör Antonín Dvorák
- Kvartett, stråkar, nr 10, op. 51, Ess-dur, kompositör Antonín Dvorák
- Sonat, piano, nr 8, op. 13, c-moll, "Pathétique" (Pathétique), kompositör Ludwig van Beethoven
- Martha, kompositör Friedrich von Flotow, sång Björn Gedda
- Don Giovanni (Don Juan), kompositör Wolfgang Amadeus Mozart, italiensk text Lorenzo Da Ponte svensk text 1813 Carl Gustaf Nordforss svensk text 1856 Wilhelm Bauck svensk text 1961 Erik Lindegren
- Sonat, piano, op. 35, b-moll, "Marche funèbre" (Sorgmarschsonaten), kompositör Frédéric Chopin
- Der fliegende Holländer (Den flygande holländaren), kompositör Richard Wagner
- Cavalleria rusticana (På Sicilien), kompositör Pietro Mascagni, italiensk text Giovanni Targioni-Tozzetti och Guido Menasci, svensk text Helmer Key
- Böljan sig mindre rör, kompositör Carl Michael Bellman
- Vals från sekelskiftet, kompositör Charles Redland